# Cuaespinós frontgrís
El cuaespinós frontgrís (Synallaxis frontalis) és una espècie d'ocell de la família dels furnàrids (Furnariidae).
Habita zones arbustives, vegetació baixa i herba alta de les terres baixes del centre, est, sud-est de Bolívia, Paraguai, est de i sud del Brasil, Uruguai i nord de l'Argentina.